# Amstrad PC1640
Amstrad PC1640 fue una mejora con respecto a su predecesor el Amstrad PC1512. Con una memoria RAM de 640 KiB y compatibilidad con el programa de gráficos EGA (a pesar de que el modelo ECD es el único en poder utilizar todas las aplicaciones de EGA). El disco duro de los ordenadores mencionados hace un ruido particular que ha servido para caracterizar estos computadores durante años.

## Características técnicas[1]
- NOMBRE: PC1640.
- FABRICANTE: Amstrad.
- AÑO: 1986.
- CPU: Intel 8086.
- VELOCIDAD: 8 MHz.
- RAM: 640 KiB.
- VRAM: 256 KiB.
- ROM: 64 KiB.
- MODOS DE TEXTO: 40X25 /80X25.
- MODOS DE GRAFICOS: Modo Hercules para las versiones monocromáticas (un máximo de 720×350).
- COLORES: 16 entre 64
- SONIDO: Altavoz con control de volumen, altavoz del pc, sin tarjeta de sonido
- PUERTOS I/O: Cuatro ranuras de 8 bits ISA, Centronic, R232C, puerto del ratón
- UNIDADES: 2 DE 5 1/4 doble cara doble densidad
- Reloj de tiempo real respaldado por batería y la memoria RAM de configuración
- Toma para 8087 coprocesador matemático
- Teclado tamaño completo QWERTY con conector para lápiz óptico, con puerto de teclado joystick (el puerto fue el mismo que el puerto Commodore Vic-20/C-4).
- Sistema operativo MS DOS 3.2 de Microsoft.
- GEM de Digital Research (Graphics Environment Manager), además de escritorio GEM.
- GEM Paint de Digital Research.
- Digital Research DOS Plus (se ejecuta MS DOS y Aplicaciones CP/M-86).
- GEM Locomotive BASIC 2.